# ウィル・チャンピオン
ウィル・チャンピオン（Will Champion、1978年7月31日 - ）はロックバンド、コールドプレイのドラマー。

## 来歴
- イングランド・ハンプシャー・サウサンプトンで生まれる。
- 両親が趣味でDJをしていたこともあり、ありとあらゆる音楽に囲まれて育った。特に、トム・ウェイツやボブ・ディラン、ニック・ケイヴ、アイルランド音楽などに影響を受けた。
- 同じくしてギターを始めるが、ギターだけでなくピアノやベース、ヴァイオリン、ティン・ホイッスル、ヴィブラフォーンなど様々な楽器に触れる。
- コールドプレイに参加するまではファット・ハムスターというバンドに参加していた。
- ユニヴァーシティ・カレッジ・ロンドンに入学。後のコールドプレイのメンバーとなるクリス・マーティン、ジョニー・バックランド、ガイ・ベリーマンの3人と出会う。優等学位で人類学の学士号を取得して卒業。
- コールドプレイに参加するときドラムはたまに演奏する程度だったが、あらゆる楽器を経験していたのですぐに上達していった。
- EP製作中にクリス・マーティンとケンカしてしまいそのまま行方不明となるが、マーティンが謝罪し1週間後に和解。
- 1999年、メジャーデビュー。
- 現在までコールドプレイのドラマーとして活躍。クリス・マーティンはウィルを「人間ジュークボックス」と称賛している。

## 人物・エピソード
- ウィル・チャンピオンの両親は、サウサンプトン大学で考古学の講師をしていた。また、地元のパブでは「チャンピオンチューンズ」という名前でDJをしていた。
- 母親は2000年に1stアルバム「パラシューツ」のリリースの2ヶ月前に癌で亡くなった。葬儀は「イエロー」のPVの撮影日に行われたため、PVにはボーカルのクリス・マーティンだけが出演し、他のメンバーは葬儀に参列した。コールドプレイの1stアルバム『パラシューツ』のCDジャケットには「このアルバムはウィルの母親に捧げられる」と書かれた。
- コールドプレイのメンバーの中で一番早く結婚している。2003年に教師をしている女性と結婚した。また2006年4月に娘が生まれたとのこと。
- 『Drum！』誌のインタビューで、ドラムを本格的に始める前に他の楽器の経験があったことが、他のドラマーとは異なる視点やスタイルを持つことに役立ったと語っている。
- 好きなドラマーとして、ジンジャー・ベイカー、デイヴ・グロール、ジョン・ボーナムの名前を挙げている。
- ドラムというポジション上、チャンピオンはコールドプレイのメンバーの中で一番脱退しそうになった回数が多い。
- 2021年のインタビューでは、ザ・ポーグスとカースティ・マッコールの「ニューヨークの夢」を一番好きな曲に挙げている。
- 2014年のブライアン・イーノとカール・ハイドの共同アルバム『Someday World』に電子ドラムで参加した
- サッカー好き。サウサンプトンFCのファンである。またスポーツも得意。2007年6月9日にポルトガルで行われた、チャリティーマッチ2007、フィーゴチームvs世界選抜でフィーゴチームに後半17分から途中出場、左サイドでプレーした。
- 2013年に放送されたドラマ『ゲーム・オブ・スローンズ』の第3シリーズの第9話に、ドラマーとしてカメオ出演している。